# Acrobat Records (Engeland)
Acrobat Records was een Brits platenlabel, dat in de periode 1979-1980 platen van voornamelijk Britse musici uitbracht. Het was een sublabel van Arista Records. Op het label kwam muziek uit van onder meer Roger Chapman, Runner, Gillan (een groep van Deep Purple-muzikant Ian Gillan), Dollar en Andy Forray.